# Fritz Driescher
Fritz Driescher senior (* 1886; † 1951) war ein deutscher Elektrotechniker. 

## Leben
Driescher erkannte frühzeitig, wie bedeutend die Stromversorgung werden würde. Er gründete 1909 in Kapellen am Niederrhein seine Firma zur Elektrifizierung von Brunnen, Zentrifugen, Häcksel- und Dreschmaschinen, die schon im folgenden Jahr 30 Elektromonteure beschäftigte. Driescher erwarb ein Reichspatent für seine konzentrischen Doppelkonusklemmen. Dieses Verbindungselement für Freileitungen, für das er eine kleine Metallwarenfabrik gründete, verschaffte ihm Zugang zu den Stromversorgern. Auf dem Mittelspannungssektor löste er viele Aufgaben im Schalter- und Anlagenbau. 1925 zog er nach Rheydt und gründete 1938 in Moosburg an der Isar/Oberbayern ein großes Zweigwerk. Dieses wurde zehn Jahre später von seinem Sohn Fritz Driescher jun. (1910–1986) übernommen. Da nach dem Krieg eine Versorgungslücke bei technischen Porzellanen bestand, gründete er 1947 ein Porzellanwerk in Emmelshausen/Hunsrück.
1951 übernahm der jüngste Sohn Heinz Driescher das Unternehmen in Rheydt und verlegte die Fabrikation nach Wegberg. Die Produktionsstätte existiert noch heute.